# Arteria basilaris
De arteria basilaris is een belangrijke slagader in de hersenen. Het is een van de slagaders die de cirkel van Willis in de hersenen van bloed voorziet. De arteria basilaris en haar aftakkingen voorzien verder het cerebellum en de pons van bloed.

## Verloop
De arteria basilaris ontstaat door het samenkomen van de linker en rechter arteria vertebralis op de rand van de medulla oblongata en de pons en komt binnen via het foramen magnum. Zij volgt vervolgens de sulcus basilaris, aan de onderkant van de pons, en eindigt door op te splitsen in de linker en rechter arteria cerebri posterior en de linker en rechter arteria cerebelli superior. Verder splitsen de linker en rechter arteria cerebelli inferior anterior en de arteriae pontis zich af van de arteria basilaris.

## Afbeeldingen

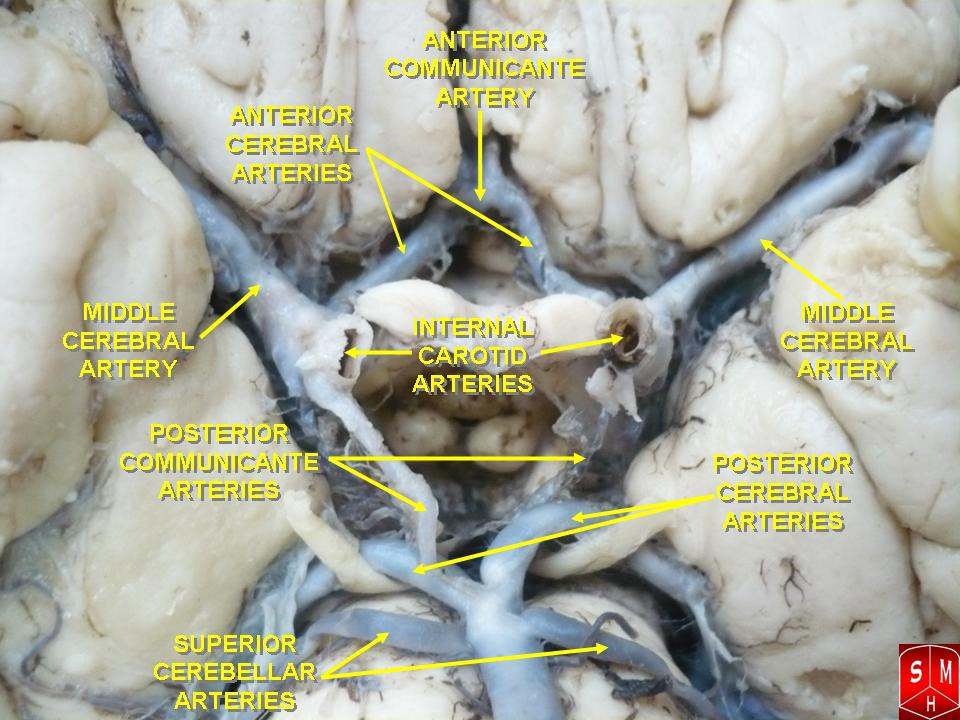
Arteria basilaris
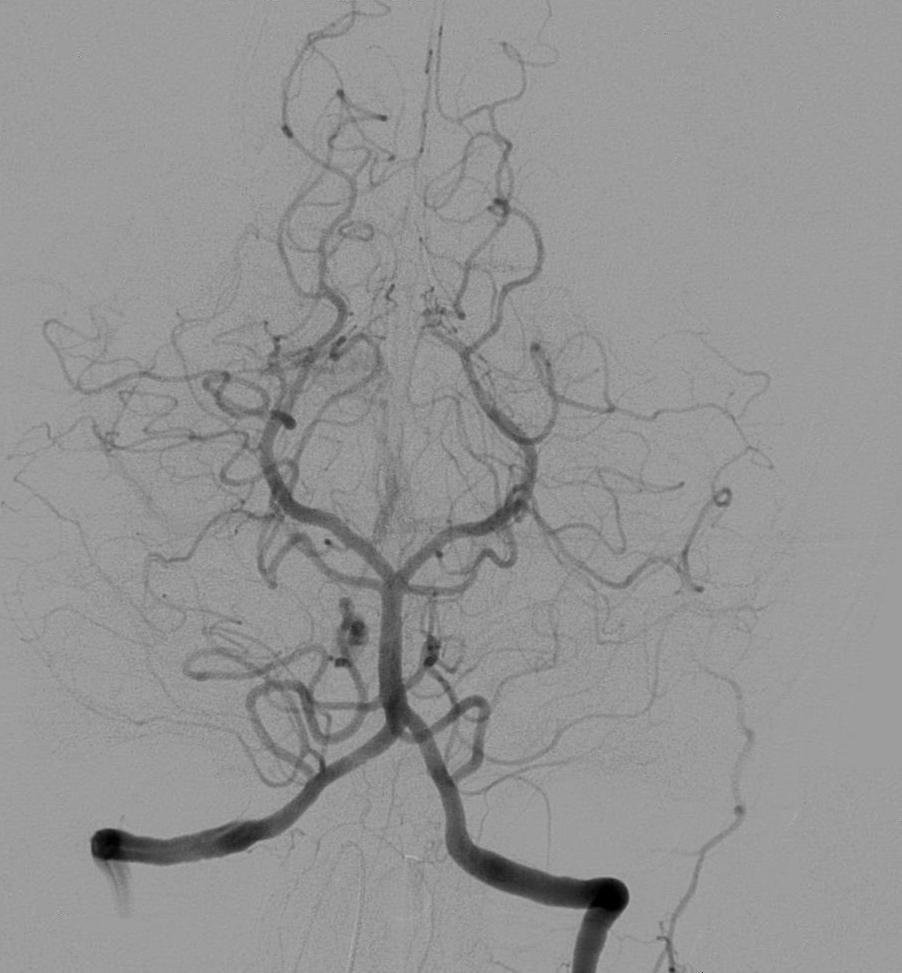
Cerebrale angiogram met een transversale afbeelding van de cirkel van Willis.